# Special Reconnaissance Regiment
Das Special Reconnaissance Regiment (SRR) ist die jüngste Spezialeinheit des britischen Heeres. Gemeinsam mit dem SAS und dem SBS bildet es, auch im verdeckten, zivilen Einsatz, als Aufklärungkomponente im Fernspäheinsatz der Spezialeinsatzkräfte Großbritanniens der United Kingdom Special Forces (UKSF).

## Auftrag
In einer schriftlichen Erklärung informierte der damalige britische Verteidigungsminister Geoff Hoon das britische Parlament am 5. April 2005 mit den Worten: "Die Aufstellung des Special Reconnaissance Regiment zeigt unseren Willen, unsere Streitkräfte den Anforderungen des Kampfes gegen den internationalen Terrorismus anzupassen. Das neue Regiment wird dabei helfen, das wachsende Bedürfnis nach besonderen Aufklärungsfähigkeiten zu erfüllen."
Hoon erklärte, die Hauptaufgabe der Einheit sei die weltweite nachrichtendienstliche Unterstützung britischer Einsätze gegen internationale Terroristen. Laut einem Bericht der schottischen Tageszeitung The Scotsman soll sie während solcher Einsätze das Beschaffen von Informationen mittels menschlicher Quellen (Human Intelligence) sicherstellen. Im Gegensatz zur nachrichtendienstlich-technischen Aufklärung (Signal Intelligence) wird dabei jede Art der verdeckten Operation in fremden Hoheitsgebieten genutzt.
Genauere Informationen sind nicht zu erhalten. Doch es wird angenommen, dass das SRR den SAS und den SBS von der Informationsbeschaffung entlasten soll, damit die beiden Einheiten verstärkt für den direkten Kampfeinsatz frei sind.
Man geht dabei davon aus, dass das SRR die Arbeit der 14th Intelligence Company fortführen soll, einer Spezialeinheit, die seit den 1970er Jahren in Nordirland eingesetzt wurde, um undercover gegen vermutliche und identifizierte nordirische Terroristen zu arbeiten. Das SRR soll halb so groß sein wie der SAS und würde damit die gleiche Stärke aufweisen wie die 14th Intelligence Company. Mitglieder des SRR müssen auch nicht das harte Auswahlverfahren des SAS und SBS absolvieren.

## Organisation
Das Hauptquartier des SRR befindet sich in Hereford im Westen des Landes, wo auch der SAS stationiert ist. Es ist dem Director Special Forces (DSF) unterstellt, dem Kommandeur der Spezialeinsatzkräfte.
Es existiert keine eigene zur Auffüllung gedachte und aus Reservisten bestehende Abteilung. Neuzugänge rekrutieren sich häufig aus SAS, SBS und britischen Nachrichtendiensten sowie der britischen Polizei.

## Rekrutierung und Ausbildung
Zur Aufstellung wurden Mitglieder der vorhandenen militärischen und polizeilichen Spezialeinheiten wie SAS, 14 Int oder Special Branch verwendet. Außerdem können sich Soldaten aller drei britischen Teilstreitkräfte für den Dienst im SRR bewerben. Im Gegensatz zu den anderen Spezialeinsatzkräften stehen laut Verteidigungsministerium entsprechend den operativen Erfordernissen einige der vorhandenen Stellen auch für Frauen offen.

## Geschichte

### Aufstellung
Das SRR ist eine Spezialeinsatzkomponente des Heeres. Das Regiment wurde unter dem damaligen Verteidigungsminister Geoff Hoon aufgestellt und begann am 6. April 2005 seinen Dienst.

### Einsätze
Nach einem Bericht der britischen Zeitung The Guardian vom 4. August 2005 war das SRR an der Überwachung von Jean Charles de Menezes beteiligt. Diese führte dazu, dass der – wie sich nachträglich herausstellte – unschuldige Menezes im Juli 2005 in der U-Bahn-Station Stockwell in London erschossen wurde. Die Zeitung zitierte eine ungenannte Regierungsquelle mit der Aussage, der SRR sei bei der Erschießung nicht beteiligt und nur mit der Informationsbeschaffung beauftragt gewesen.
Zwei britische Soldaten, die im September 2005 im irakischen Basra von irakischen Polizisten gefangen genommen wurden, sollen laut der schottischen Zeitung The Scotsman Mitglieder des SRR gewesen sein. Die irakische Polizei hatte nach eigener Auskunft zwei Männer in arabischer Kleidung an einer Straßensperre kontrollieren wollen. Diese hätten daraufhin auf die Polizisten geschossen und zwei von ihnen getötet. Die Polizisten konnten beide Schützen festnehmen und brachten sie in das Zentralgefängnis von Basra. Berichte über den Vorfall lösten Unruhen in Basra aus, die unter anderem dazu führten, dass britische Soldaten von Irakern angegriffen wurden. Die Situation eskalierte zu einer politischen Krise, als in der folgenden Nacht eine britische Einheit mit Panzer- und Hubschrauberunterstützung das Gefängnis im Handstreich einnahm und die beiden Soldaten befreite.
Nach Angaben von Hugh Orde, Chef des Police Service of Northern Ireland, wird das SRR seit März 2009 auch in Nordirland eingesetzt. Aufgabe sei es, Informationen über republikanische Gruppen zu beschaffen, die die im Karfreitagsabkommen von 1998 gefundene Friedensregelung ablehnen.